# راؤول برافو
راؤول برافو سنفليكس (بالإسبانية: Raúl Bravo Sanfélix)‏، من مواليد 14 ابريل 1981 في فالنسيا في إسبانيا، لاعب كرة قدم إسباني.
بدأ مسيرته الكروية مع الفريق الثالث في ريال مدريد في موسم 2000/2001، وفي موسم 2001/2002 انتقل إلى رديف ريال مدريد، ولعب معهم 28 مباراة وسجل هدفين، وفي عام 2001 انتقل إلى نادي ريال مدريد، ولعب معهم حتى عام 2003، وشارك معهم في 8 مباريات وسجل هدف واحد، وأعير في عام 2003 إلى نادي ليدز يونايتد الإنجليزي، ثم انتقل إلى نادي أولمبياكوس في 2007 ولعب معهم أربعة سنوات إلى 2011، ثم انتقل إلى نادي رايو فاليكانو الإسباني ولعب لهم لمدة واحد، وفي الموسم الذي يليه انتقل إلى نادي بيرسخوت آي سي البلجيكي ولعب لهم لمدة موسم واحد، وفي 2014 إنتقل إلى نادي فيريا اليوناني ولعب لهم لمدة موسم واحد، ومنذ عام 2015 وهو يلعب مع أريس تسالونيكي اليوناني.
لعب مع منتخب إسبانيا لكرة القدم في عام 2002 إلى عام 2004 خاض خلالها 14 مباراة.

## روابط خارجية
- راؤول برافو على موقع قاعدة بيانات كرة القدم.إي يو (الإنجليزية)
- راؤول برافو على موقع ناشيونال فوتبول تيمز (الإنجليزية)
- راؤول برافو على موقع Soccerbase.com (لاعب) (الإنجليزية)
- راؤول برافو على موقع Soccerway.com (الإنجليزية)
- راؤول برافو على موقع عالم كرة القدم.نت (الإنجليزية)
- راؤول برافو على موقع كووورة
- راؤول برافو على موقع AS.com (الإسبانية)